# Episodi di SEAL Team (sesta stagione)
La sesta stagione della serie televisiva SEAL Team, composta da 10 episodi, è stata pubblicata in prima visione assoluta sulla piattaforma streaming Paramount+ dal 18 settembre al 20 novembre 2022.
In Italia la stagione è stata trasmessa in prima visione assoluta su Rai 4 dal 5 ottobre  al 2 novembre 2023.
| nº | Titolo originale              | Titolo italiano          | Prima TV USA      | Prima TV Italia |
| -- | ----------------------------- | ------------------------ | ----------------- | --------------- |
| 1  | Low-Impact                    | Basso impatto            | 17 settembre 2022 | 5 ottobre 2023  |
| 2  | Crawl, Walk, Run              | Striscia, cammina, corri | 25 settembre 2022 | 5 ottobre 2023  |
| 3  | Growing Pains                 | Dolori in crescita       | 2 ottobre 2022    | 12 ottobre 2023 |
| 4  | Phantom Pattern               | Schema fantasma          | 9 ottobre 2022    | 12 ottobre 2023 |
| 5  | Thunderstruck                 | Attonito                 | 16 ottobre 2022   | 19 ottobre 2023 |
| 6  | Watch Your 6                  | Occhio alle spalle       | 23 ottobre 2022   | 19 ottobre 2023 |
| 7  | Strange Bedfellows            | Strani compagni          | 30 ottobre 2022   | 26 ottobre 2023 |
| 8  | Aces and Eights               | La mano del morto        | 6 novembre 2022   | 26 ottobre 2023 |
| 9  | Damage Assessment             | Valutazione danni        | 13 novembre 2022  | 2 novembre 2023 |
| 10 | Fair Winds and Following Seas | Buona fortuna, fratello  | 20 novembre 2022  | 2 novembre 2023 |